# Achtsaitige Gitarre

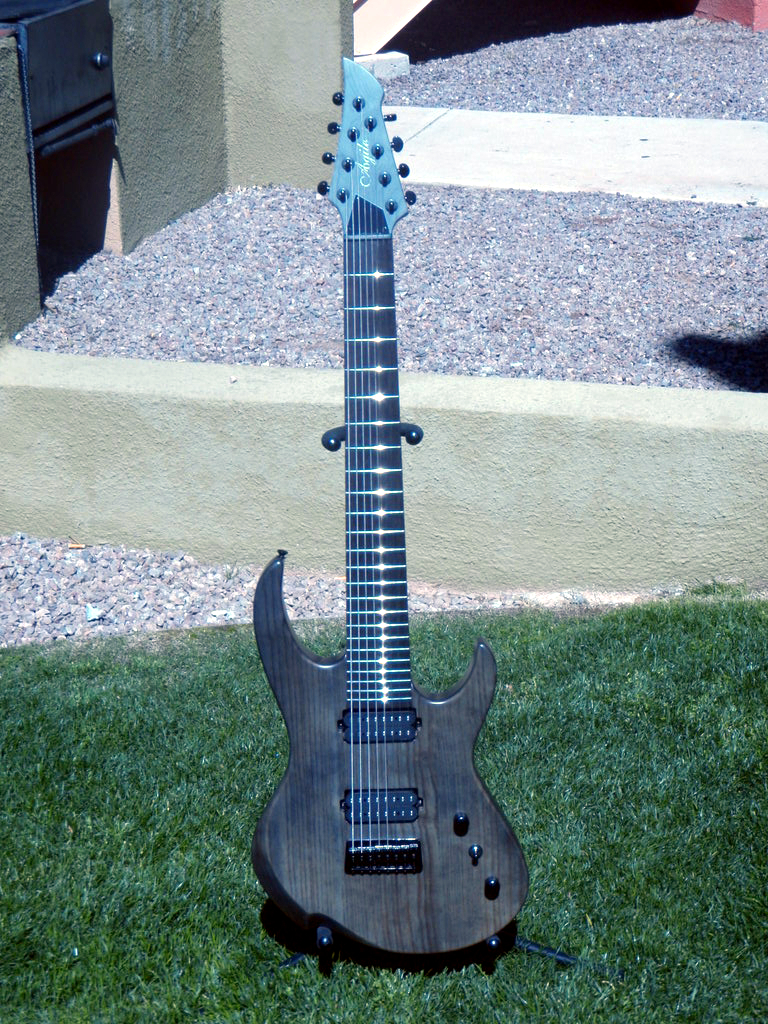
Achtsaitige E-Gitarre des Herstellers Agile

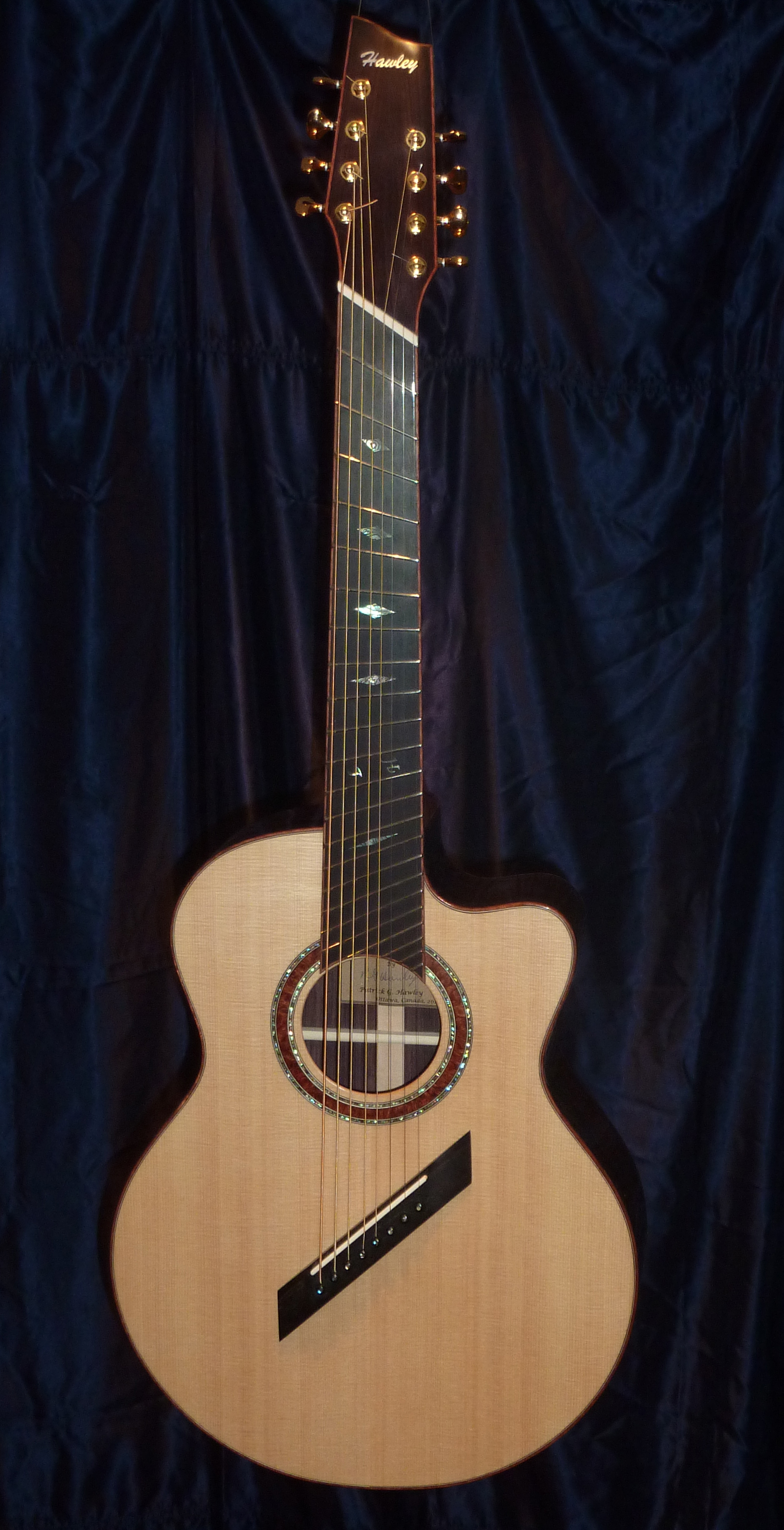
Achtsaitige Akustikgitarre mit Multi-Scale-Griffbrett

Die achtsaitige Gitarre ist eine Gitarre mit zwei zusätzlichen Saiten zu den üblichen sechs bzw. einer zusätzlichen Saite im Vergleich zur siebensaitigen Gitarre. Diese sind weniger verbreitet als sechs- oder siebensaitige Gitarren, werden jedoch zunehmend vor allem in Musik-Genres des Metal und Metalcore wie Progressive Metal, Mathcore oder Djent genutzt.

## Geschichte
Achtsaitige Konzertgitarren fanden bereits im 19. Jahrhundert Verwendung, zum Beispiel verwendeten der ungarische Komponist Johann Kaspar Mertz oder der Gitarrist Giulio Regondi ein solches Instrument. Hier wurde der Tonumfang der sechssaitigen Gitarre um zusätzliche Saiten nach unten diatonisch ergänzt. Die zusätzlichen Saiten wurden offen gespielt und nicht gegriffen.
Anfang der 1990er Jahre erkannte der Gitarrist Paul Galbraith bei der Suche nach einem adäquaten Gitarrenarrangement für Johannes Brahms Variationen über ein eigenes Thema Op. 21a die Möglichkeiten einer achtsaitigen Gitarre. Er ließ sich 1994 ein entsprechendes Instrument mit erweitertem Tonumfang in Bass und Diskant bei dem englischen Gitarrenbauer David Rubio anfertigen. Dieses, unter anderem auf Steg- und Bundanordnung des Orpheoreon basierende, Instrument wurde als Brahms-Gitarre bekannt. Galbraith fügte der Gitarre in Standard-Stimmung ein tiefes sowie ein hohes A hinzu und erhielt so die Stimmung A–E–A–D–g–h–e‘–a‘. 1996 stellte Galbraith die Gitarre mit seinem Album Introducing the Brahms Guitar vor.

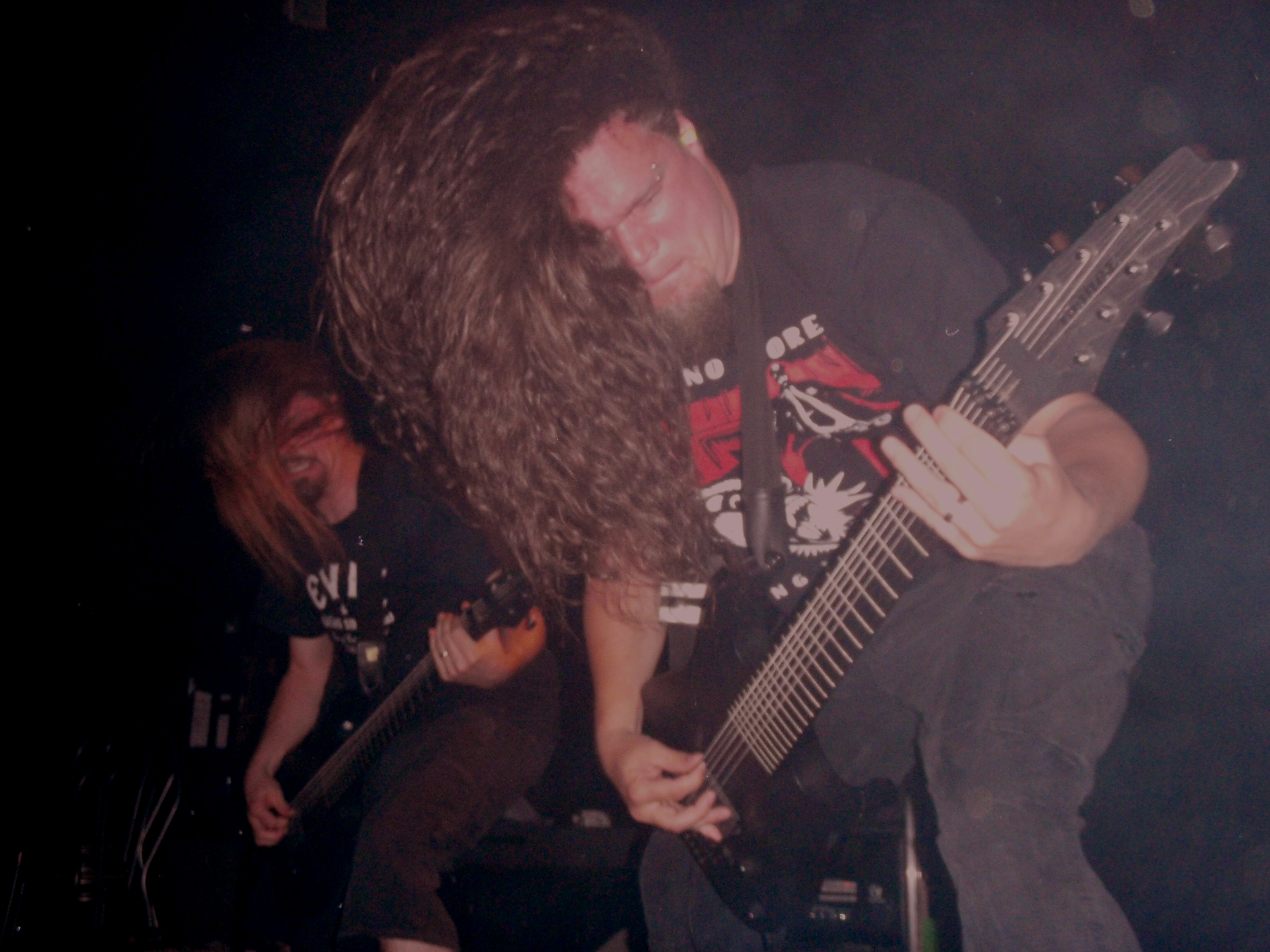
Mårten Hagström und Fredrik Thordendal von Meshuggah mit achtsaitigen E-Gitarren

Seit dem 2002 erschienenen Album Nothing nutzen die beiden Gitarristen der schwedischen Metal-Band Meshuggah, Fredrik Thordendal und Mårten Hagström, achtsaitige E-Gitarren und gelten damit als Pioniere der Verwender dieser Gitarrenart im Rock- bzw. Metal-Bereich. Die Band stimmt von der Standardstimmung F#—H—E—A—D—g—h—e einen Halbton herunter und bewegt sich somit mit der tiefen Saite im Klangraum des viersaitigen E-Bass in Standardstimmung, also fast eine ganze Oktave tiefer als gewöhnlich gestimmte sechssaitige Gitarren.
Im März 2007 erfolgte die Markteinführung des ersten in Serie produzierten achtsaitigen E-Gitarren-Modells, Ibanez RG2228, durch den japanischen Hersteller Ibanez. Gitarren dieses Modells wurden in Folge von zahlreichen namhaften Gitarristen wie Dino Cazares, Ihsahn, Justin Lowe (After the Burial), Misha Mansoor (Periphery) oder Herman Li gespielt.

## Bemerkenswerte Musiker mit achtsaitiger Gitarre
Die beiden Gitarristen der 2007 gegründeten instrumentellen Progressive-Metal-Band Animals as Leaders, Tosin Abasi und Javier Reyes, spielen ebenfalls primär achtsaitige E-Gitarren in der Stimmung E–H–E–A–D–g–h–e (Drop-E). Abasi nennt Thordendahl von Meshuggah als großen Einfluss. Javier Reyes, der auch klassische Konzertgitarre spielt, verwendet hierfür auch akustische achtsaitige Gitarren in derselben Stimmung. Der deutsche Gitarrenbauer Ortega hat mit Reyes zwei achtsaitige Konzertgitarren als Signature-Modelle entwickelt.
Der Musiker und Grafiker Klaus Voormann hat 1965 eine elektrische achtsaitige Hybrid-Gitarre (mit vier Basssaiten und vier Gitarrensaiten bzw. drei Basssaiten und fünf Gitarrensaiten) entwickelt.

## Stimmung
Die Standard-Stimmung der achtsaitigen Gitarre ist F#–H–E–A-D–g–h–e‘. Es wird somit der Standard-Stimmung der siebensaitigen Gitarre eine um eine Quarte tiefer gestimmte Saite hinzugefügt. Viele Gitarristen wie Tosin Abasi stimmen diese tiefste Saite (oder alle Saiten) jedoch um weitere zwei Halbschritte herunter (Drop-Stimmung), sodass die tiefste Saite E(1) ist, der gleiche Ton wie die tiefste Saite eines viersaitigen E-Basses in Standard-Stimmung.